# Ауксини

індол-3-оцтова кислота (гетероауксин)

4-Хлоріндолил-3-оцтова кислота

Індолил-3-масляна кислота

Аукси́ни або авкси́ни (від грец. αὐξάνειν — рости) — клас рослинних гормонів, що утворюються в рослинах в дуже малих кількостях і мають високу фізіологічну активність. 
Ауксини відіграють велику роль у координації багатьох процесів росту та поведінки в життєвих циклах рослин, впливаючи на процеси обміну речовин, що лежать в основі росту й розвитку; їх називають «гормонами росту» або «фітогормонами». 
Ауксини нагромаджуються в ростучих частинах рослин і сприяють надходженню в них поживних речовин та води. Найбільш вивченим ауксином, який одержано також синтетичним шляхом, є гетероауксин (індол-3-оцтова кислота C10H9O2N). Гетероауксин та його хімічні аналоги застосовують в рослинництві для посилення коренеутворення у живців деревних порід, для обробки коріння дорослих дерев і чагарників при їх пересаджуванні, для одержання плодів без насіння, для запобігання опаданню зав'язей і плодів тощо. 

## Загальний огляд
Ауксини були першими з відкритих рослинних гормонів. Ауксини присутні у всіх частинах рослини, хоча в дуже різних концентраціях. Саме від концентрації гормону в різних частинах рослини залежить подальший розвиток відповідних клітин і, зрештою, рослини в цілому. Ауксини створюють «схеми» максимумів і мінімумів своєї концентрації в організмі рослини, які, у свою чергу, і є ключовим фактором для регуляції росту рослини, її реакції на навколишнє середовище та, зокрема, для розвитку органів рослини (таких як листя або квіти). Це досягається за рахунок дуже складного і добре скоординованого активного транспорту молекул ауксину від клітини до клітини по всьому організму рослини — шляхом так званого полярного транспорту ауксину. Таким чином, рослина може (в цілому) реагувати на зовнішні умови і пристосовуватися до них, не потребуючи нервової системи. Ауксини зазвичай діють синергічно (об'єднано) з іншими рослинними гормонами або мають нейтралізуючий/інгібуючий ефект одне на одного. Наприклад, відношення ауксину до цитокініну в певних тканинах рослини визначає зародження кореня чи пагона.

### Будова
На молекулярному рівні всі ауксини є сполуками з ароматичним кільцем і групою карбонової кислоти. Найважливішим членом родини ауксинів є індол-3-оцтова кислота (IAA), яка має найбільший вплив на рослинний організм та його функціонування. Широколисті рослини (дводольні), такі як кульбаби, набагато чутливіші до дії ауксинів, ніж вузьколисті рослини (однодольні), такі як трави та зернові культури.
П’ять природних (ендогенних) ауксинів у рослинах включають індол-3-оцтову кислоту, 4-хлоріндол-3-оцтову кислоту, фенілоцтову кислоту, індол-3-масляну кислоту та індол-3-пропіонову кислоту. 
Синтетичні аналоги ауксину включають 1-нафталіноцтову кислоту , 2,4-дихлорфеноксіоцтову кислоту (2,4-D) та багато інших.
Деякі синтетичні ауксини, такі як 2,4-D і 2,4,5-трихлорфеноксіоцтова кислота (2,4,5-T), застосовуються як гербіциди.

## Історія відкриття

### Чарльз Дарвін
Ефект ауксину вперше був задокументований, коли Чарльз і Френсіс Дарвіни опублікували «Сила руху рослин».
У 1881 році Чарльз Дарвін і його син Френсіс провели експерименти з колеоптилями - оболонками (зародковими листками), що вкривають молоде листя проростаючих саджанців. Під час експерименту колеоптиль піддавали впливу світлу від односпрямованого джерела, і в результаті спостерігали згинання колеоптилів у напрямку джерела світла. Дарвіни виявили, що при закритті різних частин колеоптиля світлонепроникною непрозорою кришкою, згинання відбувається в гіпокотилі, але якщо кінчик колеоптиля був закритий непрозорим ковпачком або був видалений, сіянці не виявляли жодних ознак реакцій світло, як на подразник. Тоді вчені дійшли висновку, що кінчик колеоптиля відповідальний за сприйняття світла, і припустили, що сигнал передається від кінчика колеоптиля вниз, змушуючи проростки згинатися у відповідь на світлове подразнення.

### Пітер Бойсен Дженсен
У 1910 році данський учений Пітер Бойсен Йенсен продемонстрував, що фототропний стимул у колеоптилі вівса може поширюватися через його розріз. Ці експерименти були розширені в 1911 та 1913 роках. Дженсен виявив, що можна зробити надріз колеоптиля, зняти його та надіти назад, і що при наступному світлостимулюванні буде помітна позитивна фототропна кривизна в базальній частині колеоптиля. Вчений продемонстрував, що передача може відбуватися через тонкий шар желатину, що відокремлює кінчик, що освітлюють від затемненого кінця. Вставивши між ними шматочок слюди , він міг заблокувати передачу в освітленій і неосвітленій стороні наконечника відповідно, що дозволило йому показати, що передача відбувалася в затіненій частині наконечника. Таким чином, поздовжня половина колеоптиля, яка  під час фототропного викривлення мала вищу реакцію на подразник, стала тканиною-зразком для отримання стимулу росту - ауксину.
У 1911 році Бойсен Дженсен на підставі своїх експериментальних результатів дійшов висновку, що передача фототропного стимулу була не фізичним ефектом (наприклад, через зміну тиску), а лише міграцією речовини або іонів (була викликана транспортуванням речовини або йонів). Ці результати стали основою для подальшої роботи над ауксиновою теорією тропізмів.

### Фрітс Вент
У 1928 році голландський ботанік Фрітс Вармолт Вент показав, що хімічний стимул дифундує з верхівок колеоптиля. Вчений зрізав кінчики колеоптилів і помістив їх у темряву, помістивши кілька з них на блоки агару, які, як він передбачив, поглинуть хімічну речовину, що стимулює ріст. На контроль він розмістив на блоці агару колеоптилі, у яких не було хімічної речовини. На інших він розмістив ті зразки, що містили хімічну речовину або по центру верхньої частини колеоптиля (щоб рівномірно розподілити хімічну речовину по органу), або зі зміщеною на бік концентрацією.
Коли хімічну речовину, що стимулює ріст, розподіляли рівномірно, колеоптиль виростав прямо. Якщо хімічна речовина розподілялася нерівномірно, колеоптиль викривлявся , як би зростаючи до світла, хоча він був вирощений у темряві. Пізніше Вент припустив, що речовина є гормоном, що стимулює ріст, який він назвав ауксином, який асиметрично розподіляється в області згинання рослинного зародка. Вент дійшов висновку, що ауксин має більшу концентрацію на затіненій стороні, сприяючи подовженню клітин, що призводить до згинання колеоптилів до світла.

## Механізми дії

### Молекулярні механізми
Коли рослинна клітина вступає в контакт з ауксином, це викликає зміни в експресії генів. Точні механізми, за допомогою яких це відбувається, все ще є предметом активних досліджень, але зараз існує загальний консенсус щодо принаймні двох шляхів передачі сигналів ауксину.

#### Рецептори
Найбільш добре охарактеризовані рецептори ауксину - це родина білків F-box TIR1/AFB. Білки F-box деградують інші білки за допомогою шляху деградації убіквітину. Коли білки TIR1/AFB зв’язуються з ауксином, ауксин діє як «молекулярний клей», який дозволяє цим білкам зв’язуватися зі своїми мішенями.
Інший білок, що зв’язує ауксин, ABP1, зараз часто розглядається як рецептор ауксину (в апопласті), але зазвичай вважається, що він відіграє набагато меншу роль, ніж сигнальний шлях TIR1/AFB, і про передачу сигналів ABP1 відомо набагато менше. 

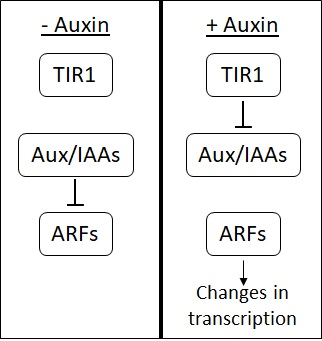
Сигнальний каскад ауксину: за відсутності ауксину Aux/IAA пригнічують транскрипційну активність ARF. Коли ауксин присутній, він діє як «молекулярний клей» і утворює зв'язки між TIR1 і Aux/IAA, що призводить до деградації цих репресорів. Тоді ARF можуть вільно зв’язуватися з ДНК і викликати зміни в транскрипції.

#### Сигнальні каскади Aux/IAA та ARF
Фактори відповіді на ауксин (ARF) — це велика група факторів транскрипції, які задіяні у передачі сигналів ауксину. За відсутності ауксину ARF зв’язуються з класом репресорів, відомих як Aux/IAA. Aux/IAA пригнічують здатність ARF посилювати транскрипцію генів. Крім того, зв’язування Aux/IAA з ARF приводить до контакту Aux/IAA  з промоторами регульованих ауксином генів. Перебуваючи на цих промоторах, Aux/IAA пригнічує експресію цих генів шляхом залучення інших факторів, що зданті вносити зміни до структури ДНК .
Зв’язування ауксину з TIR1/AFB дозволяє їм взаємодіяти з Aux/IAA. Зв'язані з TIR1/AFBs,  Aux/IAA для клітини позначаються як мішені для деградації. Деградація Aux/IAA звільняє білки ARF, які потім здатні активувати або пригнічувати гени, з промоторами яких вони зв’язані. 
Вважається, що велика кількість можливих комбінацій зв’язування пар Aux/IAA та ARF, а також їхній різний розподіл між типами клітин пояснюють різноманітність відповідей на дію ауксинів
У червні 2018 року було продемонстровано, що рослинні тканини можуть реагувати на ауксин у залежний від TIR1 спосіб надзвичайно швидко (ймовірно, надто швидко, щоб пояснити це змінами в експресії генів). Це змусило деяких вчених припустити, що існує ще не ідентифікований TIR1-залежний сигнальний шлях ауксину, який відрізняється від добре відомої транскрипційної відповіді.

#### Транспорт ауксинів
Щоб викликати ріст у певних частинах рослини, ауксини обов’язково мають бути активними переважно в них. Локальні максимуми ауксину можуть утворюватися шляхом активного біосинтезу в певних клітинах тканин, наприклад через триптофан-залежні шляхи, але ауксини синтезуються не у всіх клітинах (навіть якщо клітини зберігають потенційну здатність до цього, лише за певних умов в них активізується синтез ауксину). Для цього ауксини повинні бути не тільки переміщені до тих місць, де вони потрібні, але також вони повинні мати механізм пізнавання цих місць. Транслокація відбувається по всьому організму рослини, насамперед від верхівок пагонів до верхівок коренів (зверху вниз).
На великі відстані переміщення відбувається через потік рідини в судинах флоеми, але для транспортування на короткі відстані використовується унікальна система скоординованого полярного транспорту безпосередньо від клітини до клітини. 
Полярний транспорт ауксину, є спрямованим, регульованим і базується на нерівномірному розподілі носіїв витоку ауксину на плазматичній мембрані, які направляють ауксини в потрібному напрямку. У той час як PIN білки є життєвонеобхідними елементами транспортування ауксину полярним способом, родина генів AUXIN1/LIKE-AUX1 (AUX/LAX) кодує неполярні переносники ауксину. 
Регуляція локалізації білка PIN у клітині визначає напрямок транспорту ауксину з клітини, і взаємодія багатьох клітин створює піки ауксину, або максимуми ауксину (області, що мають клітини з більш високим вмістом ауксину – максимум). Максимуми ауксину в коренях і пагонах, що розвиваються, необхідні для організації розвитку органу.  
Кодування PIN білків регулюється кількома шляхами як на транскрипційному, так і на посттрансляційному рівнях. Білки PIN можуть бути фосфорильовані за допомогою PINOID, що визначає їх апікобазальну полярність і, отже, спрямованість потоків ауксину. Крім того, інші AGC-кінази, такі як D6PK, фосфорилюють і активують транспортери PIN. Кінази AGC, включаючи PINOID і D6PK, націлюються на плазматичну мембрану через зв’язування з фосфоліпідами. Верхівковий потік D6PK 3'-фосфоінозитидзалежної протеїнкінази 1 (PDK1) діє як головний регулятор у цьому випадку. PDK1 фосфорилює та активує D6PK на базальній стороні плазматичної мембрани, здійснюючи активування PIN-опосередкованого транспорту полярного ауксину. Клітини з низькими спадами ауксину або мінімумами ауксину, оточують максимуми (клітини з піковою конуцентрацією ауксинів). Було показано, що для арабідопсису, саме мінімуми ауксину є важливими для розвитку тканин. 
Ауксин має значний вплив на просторову та часову експресію генів під час росту апікальних меристем. Ці взаємодії залежать як від концентрації ауксину, так і від просторової орієнтації під час первинного позиціонування. Ауксин покладається на PIN1, який працює як носій витоку ауксину. Розташування PIN1 на мембранах визначає спрямований потік гормону від вищих до нижчих концентрацій. Ініціація зачатків у апікальних меристемах корелює з підвищеним рівнем ауксину. Гени, необхідні для визначення ідентичності клітин, впорядковуються та експресуються на основі рівнів ауксину. Ген STM (SHOOTMERISTEMLESS), який допомагає підтримувати недиференційовані клітини, знижується в присутності ауксину. Це дозволяє зростаючим клітинам диференціюватися в різні рослинні тканини. Гени CUC (CUP-SHAPED COTYLEDON), що встановлюють межі для росту тканин експресуються активніше через приплив ауксину. 

## Ефекти

### На клітинному рівні
На клітинному рівні ауксин необхідний для росту клітин, впливаючи як на поділ клітин, так і на їх ріст. Рівень концентрації ауксину разом з іншими локальними факторами сприяє диференціації та специфікації клітин.
Залежно від конкретної тканини, ауксин може сприяти осьовому подовженню (як у пагонів), боковому росту (як при набуханні кореня) або ізодіаметричному росту (як при зростанні плодів). У деяких випадках (зростання колеоптиля), клітинна експансія, яку стимулює ауксин, відбувається за відсутності клітинного поділу. В інших випадках поділ клітин, що стимулюється ауксином, і їх ріст можуть відбуватись в тій самій тканині (ініціація коренів, ріст плодів). У живій рослині ауксини та інші рослинні гормони майже завжди взаємодіють.
Ауксин стимулює ріст клітини шляхом стимуляції факторів розпушування стінок, таких як експанзини, для послаблення клітинних стінок . Ефект сильніший, якщо також присутні гібереліни. Ауксин також стимулює поділ клітин, якщо присутні цитокініни. Ауксин також індукує накопичення цукру та мінеральних речовин у місці свого впливу.

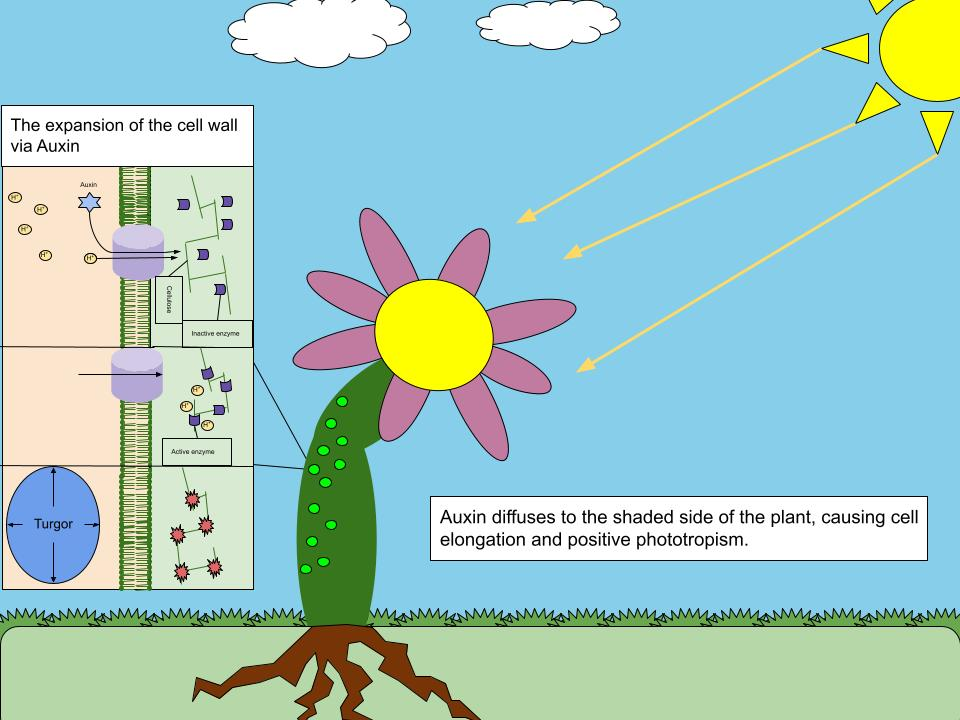
Ауксин дифундує вздовж затіненої сторони рослини та спричиняє руйнування целюлози в клітинній стінці, дозволяючи тиску води, відомому як тургор, розширювати клітину.

### Формування тканин і органів
Ріст і поділ рослинної клітини разом призводять до росту тканини , а специфічний ріст тканини сприяє розвитку органів рослини.
Нерівномірно локалізований ріст призводить до згинання, повороту та орієнтації органів - наприклад, стебла повертаються до джерел світла (фототропізм), корені ростуть у відповідь на силу тяжіння (гравітропізм) та інші. Вони виниають тому, що клітини на одній стороні ростуть швидше, ніж на іншій стороні органу. Таким чином, точний контроль розподілу ауксину між різними клітинами має першорядне значення для кінцевої форми росту та організації рослин.

### Організація рослини
Оскільки ауксини сприяють формуванню органів, вони також фундаментально необхідні для правильного розвитку самої рослини. Дія ауксину починається в ембріоні рослини, де спрямований розподіл ауксину започатковує подальший ріст і розвиток первинних полюсів росту, а потім формує зачатки майбутніх органів. Крім того, він допомагає координувати правильний розвиток органів, що виникають, (таких як коріння, сім’ядолі та листя) і передає між ними сигнали на великі відстані. Протягом усього життя рослини ауксин допомагає рослині підтримувати полярність росту, і фактично «розпізнає», де з’єднані гілки, вузли, або будь-які органи.

#### Апікальне домінування
Важливим принципом організації рослин, що базується на розподілі ауксину, є апікальне домінування, що означає, що ауксин, що виробляється апікальною брунькою (або верхівкою, що росте), дифундує (і транспортується) вниз і пригнічує розвиток нижнього бічного росту бруньки, який інакше конкурував би з верхівковим кінчиком за джерело світла та поживних речовин. Ріст пазушних бруньок пригнічуються ауксином, оскільки висока концентрація ауксину безпосередньо стимулює синтез етилену в них. Видалення верхівкового кінчика та відповідно пригнічування дії ауксину дозволяє нижнім сплячим бічним брунькам розвиватися, а бруньки між черешком листя та стеблом дають нові пагони, які конкурують за роль головного стебла. Це називається декапітація, яка зазвичай застосовується на чайних плантаціях. Ауксин, що транспортується вниз від кінчика пагона, повинен взаємодіяти з декількома іншими рослинними гормонами (такими як стриголактони або цитокініни).

#### Ріст коренів
Нарешті, ауксин, що надходить від стебел до коренів, впливає на ступінь їх росту. Якщо кінчики пагонів видаляються, рослина реагує не лише відростанням бічних бруньок, які повинні замінити вихідне головне стебло. З цього також випливає, що менша кількість ауксину, що надходить до коренів, призводить до уповільнення росту останніх, а поживні речовини згодом у більшій мірі надходять у верхню частину рослини, яка, отже, починає рости швидше. Ауксин індукує як зростання вже існуючих коренів, так і розгалуження їх (ініціація росту бокового кореня), а також утворення додаткових коренів.
Якщо джерело ауксину видаляється, наприклад, шляхом обрізання кінчиків стебел, коріння відповідно менше стимулюється, а ріст стебла підтримується.

#### Цвітіння
Ауксин також відіграє незначну роль в ініціації цвітіння та розвитку репродуктивних органів. У низьких концентраціях він може затримати старіння квітів. Було описано ряд рослинних мутантів, які впливають на цвітіння та мають недоліки синтезу або транспорту ауксину. У кукурудзи одним із прикладів є Bif2 barren inflorescence2 (безплідне суцвіття).

#### Розвиток плодів
Ауксин необхідний для росту та розвитку плодів і затримує їх старіння. При видаленні насіння з полуниці ріст плодів припиняється, адже екзогенний ауксин більше не стимулює ріст плодів з видаленими насінням. Якщо стимуляція відбувається у плодів із незаплідненим насінням - це призводить до партенокарпії (росту «незаплідненого плоду»).
Плоди мають аномальну морфологію, коли порушується транспорт ауксину. У плодах арабідопсису ауксин контролює виділення насіння з плоду (стручка). Краї клапана — це спеціальна тканина в стручках, яка регулює, коли стручок відкривається (дегісценція). Ауксин необхідно видалити з клітин країв клапанів, щоб утворилися краї клапанів. Цей процес вимагає модифікації транспортерів ауксину (білків PIN). 
Еволюційний перехід від диплоїдних до триплоїдних ендоспермів і формування антиподальних клітин, можливо, відбулося через зсув у розвитку гаметофіту, який спричинив нову взаємодію з ауксинозалежним механізмом, що походить від найдавніших покритонасінних.

### Біосинтез етилену
У низьких концентраціях ауксин може пригнічувати утворення етилену та транспортування його попередника в рослинах; однак високі концентрації мають зворотній результат. 

### Відповіді на механічні пошкодження
Ауксин індукує утворення та організацію флоеми та ксилеми. Коли рослина поранена, ауксин може індукувати диференціацію клітин і регенерацію судинних тканин.

## Синтетичні ауксини
У ході досліджень біології ауксину було синтезовано багато сполук із помітною ауксиновою активністю. Було виявлено, що багато з них мають економічний потенціал для контрольованого людиною росту та розвитку рослин в агрономії.
Ауксини токсичні для рослин у великих концентраціях; вони найбільш токсичні для дводольних і менш токсичні для однодольних. Завдяки цій властивості були розроблені та використані синтетичні ауксинові гербіциди, включаючи 2,4-дихлорфеноксіоцтову кислоту (2,4-D) і 2,4,5-трихлорфеноксіоцтову кислоту (2,4,5-T). для боротьби з бур'янами.
Однак деякі екзогенно синтезовані ауксини, особливо 1-нафталіноцтова кислота (NAA) та індол-3-масляна кислота (IBA), також застосовуються для стимуляції росту коренів під час збирання саджанців рослин або для різних сільськогосподарських цілей, таких як запобігання опадання плодів у садах .
Використовуваний у високих дозах ауксин стимулює вироблення етилену, також природного рослинного гормону. Надлишок етилену може загальмувати ріст подовження, спричинити опадання листя (опадання), і навіть вбити рослину. Деякі синтетичні ауксини, такі як 2,4-D і 2,4,5-T, також продаються як гербіциди. Дводольні рослини, такі як кульбаби, набагато більш сприйнятливі до ауксинів, ніж однодольні, такі як трави та зернові культури. Тому синтетичні ауксини використовуються як гербіциди. 2,4-D був першим ауксином, що став широко використовуваним гербіцидом (комерціалізований компанією Sherwin-Williams  наприкінці 1940-х років). 
Триклопір (3,5,6-TPA),використовується як засіб, що збільшує розмір плодів у рослин. У підвищених концентраціях гормон може бути летальним. Показано, що зниження дози до правильної концентрації змінює шляхи фотосинтезу і викликає реакцію, яка збільшує синтез і накопичення вуглеводів, що призводить до збільшення розмірів плодів. 